# Erica amoena
Erica amoena är en ljungväxtart som beskrevs av Wendl. Erica amoena ingår i släktet klockljungssläktet, och familjen ljungväxter. Inga underarter finns listade i Catalogue of Life.